# Донон (гора)
Донон (фр. Donon) — гора у Франції.
Висота над рівнем моря — 1009 м, це найвища точка північної частини Воґез. Донон розташована на території департаменту Нижній Рейн.
На вершині гори розташована 80-метрова телевежа. Також схили гори є (не щорічно) ділянкою одного із етапів Тур де Франс.
Залишки галло-римського святилища були знайдені на вершині гори та навколо неї. Більшість експонатів розміщені у Археологічному музеї Страсбурга.

## Історія

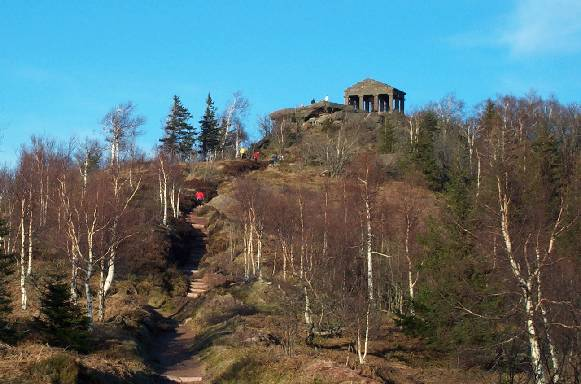
Схил гори та музей, стилізований під галло-римський храм на горі Донон

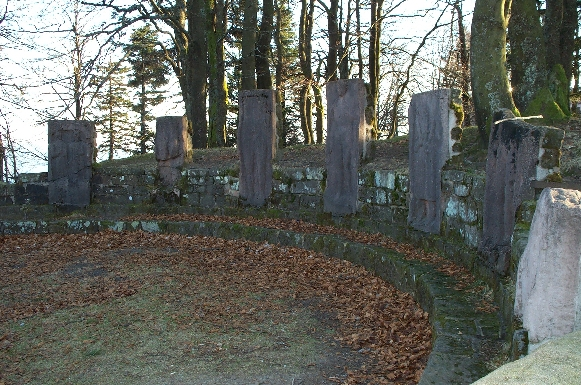
Кам'яні стели, згруповані в коло неподалік від храму-музею

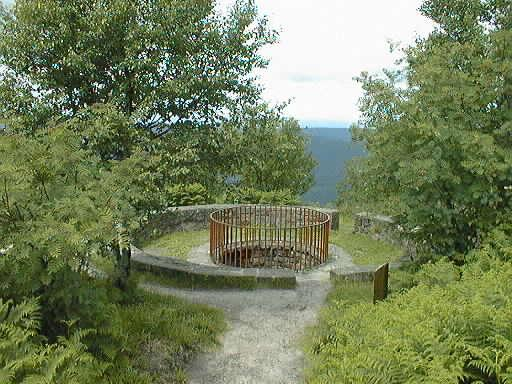
Залишки криниці

З гори Донон відкривається чудовий панорамний краєвид. Гора використовувалася ще з часів неоліту (III тисячоліття до н. е.) радше як тимчасовий притулок, ніж постійне житло. Тут було знайдено неолітичні сокири й молоти з полірованого каменю.
Знахідки доісторичних знарядь зафіксовано починаючи з XIX століття. У XX столітті було знайдено вироби бронзової доби та плескаті точильні камені гальштатської культури.
Вершина гори, яку видно здалека, була точкою контакту трьох кельтських племен:
- на півночі — медіоматрики (столиця Divodurum (Мец);
- на сході — трибоки (столиця Brocomagnus (Брюмат);
- на півдні — левки (столиця Tullum (Туль).

З доісторичного часу на горі була розташована культова споруда. Культові об'єкти галло-римської епохи датуються II–III століттям н. е. Святилище галло-римської епохи складалося з трьох кам'яних та одної дерев'яної споруди. Дерев'яна споруда знаходилася поряд з криницею. На кутах однієї з кам'яних споруд були висічені з каменю зображення тварин, що свідчить про її культовий характер.
На горі Донон було знайдено чимало фрагментів скульптурних зображень богів кельтського та галло-римського походження, а також римських написів, присвячених богам.
Неподалік з горою Донон проходило багато давніх шляхів, зокрема:
- Дорога святого Квіринія (з римських часів, проходила з півночі на захід)[1]
- Бігова дорога (Rennweg), шлях уздовж колишнього кордону, дорога римського часу з північного сходу від Цольштока через Генгст та Гроссманн.
- Дорога південно-східного напрямку на Гранфонтен.
- Дорога сарацинів (chemin des Sarrazins), що вела на Віш.
- Дорога німців (chemin des Allemands), що вела з північного заходу (Лафремболь) через перевал Руль Бакон[1]. Ця дорога на великому відрізку мощена бруківкою. Деякі історики, зокрема П. Фурші, пропонують датувати цю дорогу XIII століттям. Натомість інші вважають її римською й висувають гіпотезу, що ця дорога поєднувала Таркемполь, у долині річки Сей (тут виробляли сіль) з перевалом на Дононі, й можливо, була відомою з джерел Соляною дорогою (Via salinaria або via salinatorum, за іншою гіпотезою — це Сарматська дорога («la voie des Sarmates»), про яку згадується в середньовічних джерелах. За джерелами, Сарматська дорога вела з Лотарингії через долину річки Мерт та Раон-л'Етап у напрямку до Вілле та Ельзасу.

Окрім торговельних шляхів біля гори Донон проходили й шляхи паломників, що мандрували до святилища на горі.
1869 року на горі було споруджено музей у формі стилізованого галло-римського храму, де були представлені археологічні знахідки, які сьогодні зберігаються в музеї Епіналя та Страсбурзькому археологічному музеї й переважно замінені на копії. У XIX столітті на горі було споруджено шестиметрову піраміду, що була геодезичним пунктом і служила точкою тріангуляції (зокрема на карті Кассіні).

### Геологія і геоморфологія
- Darmois-Téobald, Cirques glaciaires et niches de nivation sur le versant lorrain des Vosges à l'ouest du Donon — revue Géographique de l'Est, 1972, p.55-61.
- Annie Cordonnier, L'évolution des peuplements forestiers dans les Basses-Vosges gréseuses, du Donon à la vallée de la Meurthe, Université de Nancy II (Mémoire de Maitrise de géographie physique), Nancy, 1972, 52 p. (avec 7 cartes).
- Georges Corroy, Guide des Hautes-Vosges — Origine et évolution — Itinéraires et excursions, Imprimerie municipale de Saint-Dié, 1976, 45 p., 13 X 24 cm ISBN 2900301092

### Історія
- Émile Gerlach, Une montagne sacrée dans les Vosges, le Donon, Raon-l'Étape, 1951, 64 p.
- E. Linckenheld, " Un sanctuaire de la frontière des Médiomatriques et des Leuques, N.-D. de la Délivrande au pied du Donon " dans Bulletin de la Société d'archéologie de Lorraine, 1929, p. 180 à 195
- E. Linckenheld, " Le sanctuaire du Donon, son importance pour l'étude des rites et des cultes celtiques ", dans Bulletin de la Société d'archéologie de Lorraine, 1965, p. 57-75
- F. Pétry, Le Donon, bilan des observations et recherches archéologiques, Saison d'Alsace — Le Val de Bruche, n°63, 1977, p. 15 à 26

| Франція | Це незавершена стаття з географії Франції. Ви можете допомогти проєкту, виправивши або дописавши її. |